# 오색방울새
오색방울새(European goldfinch, Carduelis carduelis)는 되새과에 속하는 조그마한 참새목의 새로서, 유럽, 북아프리카, 서아시아에 자생한다. 오스트레일리아, 뉴질랜드, 우루과이를 포함한 다른 지역에도 유입되었다.
오색방울새는 얼굴이 빨갛고 머리가 흑백을 이루고 있다. 등과 측면은 담황색이다. 검은 날개에는 드넓은 노란 줄무늬가 있다. 꼬리는 검은색이며 엉덩이는 하얗다. 암컷은 수컷과 매우 비슷하지만 얼굴의 빨간 부위가 조금 더 작은 편이다.

## 분류
오색방울새는 스위스의 콘라트 게스너가 1555년에 《동물의 역사》(Historiae animalium)라는 자신의 책에 기재하고 그린 새들 가운데 하나이다. 처음 공식적으로 기재된 것은 칼 폰 린네가 1758년 그의 《자연의 체계》 책 제10판에서 이루어졌다. 여기서 그는 Fringilla carduelis라는 이름의 학명을 도입하였다.

### 아종
아종은 2개의 주요 그룹으로 나뉜다.
carduelis 그룹
- C. c. balcanica Sachtleben, 1919
- C. c. brevirostris Zarudny, 1890
- C. c. britannica (Hartert, 1903)
- C. c. carduelis (Linnaeus, 1758)
- C. c. colchica  Koudashev, 1915
- C. c. frigoris Wolters, 1953
- C. c. niediecki Reichenow, 1907
- C. c. parva Tschusi, 1901
- C. c. tschusii Arrigoni degli Oddi, 1902
- C. c. volgensis Buturlin, 1906

caniceps 그룹
- C. c. caniceps Vigors, 1831
- C. c. paropanisi Kollibay, 1910
- C. c. subulata (Gloger, 1833)
- C. c. ultima Koelz, 1949

## 참고 문헌
- Cramp, Stanley; Perrins, C.M., 편집. (1994). 《Handbook of birds of Europe the Middle East and North Africa: Birds of the Western Palearctic, Volume 8: Crows to Finches》. Oxford: Oxford University Press. ISBN 0-19-854679-3.
- Newton, Ian (1972). 《Finches》. The New Naturalist, Volume 55. London: Collins. ISBN 0-00-213065-3.

## 추가 문헌
- Friedmann, Herbert (1946). 《The Symbolic Goldfinch: its History and Significance in European Devotional Art》. Washington DC: Pantheon Books. OCLC 154129908.